# Валенсуэла, Луиса
Луиса Валенсуэла (исп. Luisa Valenzuela, 26 ноября 1938, Буэнос-Айрес) — аргентинская писательница.

## Биография
Отец — врач, мать — писательница Луиса Мерседес Левинсон, соавтор Борхеса. Луиса с детства испытывала интерес к естественным наукам, но выбрала все-таки литературу. С 17-ти лет публиковалась в аргентинских журналах. В 20 лет переехала с мужем в Париж, сблизилась с группой «Tel Quel». В 1961 году вернулась на родину. Работала как журналист, много путешествовала.
В 1969 году получила стипендию Фулбрайта, работала в университете штата Айова. В 1972—1974 гг. жила в Мехико, Париже, Барселоне. 
После установления военной диктатуры и цензурного вмешательства в её творчество (из её опубликованного романа Как на войне (1977), требовали изъять сцену пыток) переехала в 1979 году в США, где прожила 10 лет. Опубликовала там несколько книг, преподавала в ряде университетов. 
В 1989 году вернулась на родину, поселилась в Буэнос-Айресе. Сотрудничает с прессой, читает курсы лекций по литературе, путешествует.

## Произведения

### Романы
- Hay que sonreír (1966)
- El gato eficaz (Мехико, 1972)
- Como en la guerra (1977)
- Cola de lagartija (1983)
- Realidad nacional desde la cama (1990)
- Novela negra con argentinos (Барселона, 1990)
- La Travesía (2001)

### Рассказы и повести
- Los heréticos (1967)
- Aquí pasan cosas raras (1975)
- Libro que no muerde (Мехико, 1980)
- Cambio de armas (Мехико, 1982)
- Donde viven las águilas (1983)
- Simetrías (1993)
- Cuentos completos y uno más (Мехико, 1999)
- El placer rebelde. Antología general (2003)
- Microrrelatos completos hasta hoy (2004)
- Tres por cinco (2008)

### Эссе
- Peligrosas Palabras (2001)
- Escritura y Secreto (Мехико, 2002)
- Los deseos oscuros y los otros (cuadernos de New York) (2002)

### Признание
Удостоена нескольких национальных и зарубежных премий. Произведения Луисы Валенсуэлы переведены на японский и большинство европейских языков. 20-21 ноября 2008 в Венском университете прошёл Международный симпозиум, посвященный творчеству писательницы.